# Dienstleistungswürfel

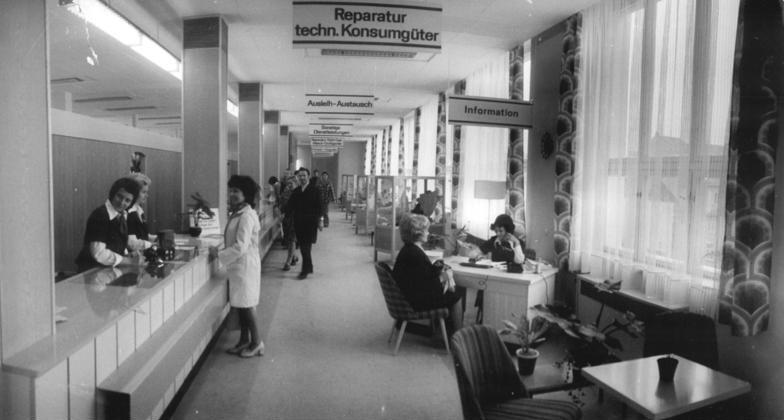
Innenansicht eines Dienstleistungswürfels in Karl-Marx-Stadt im Oktober 1975.

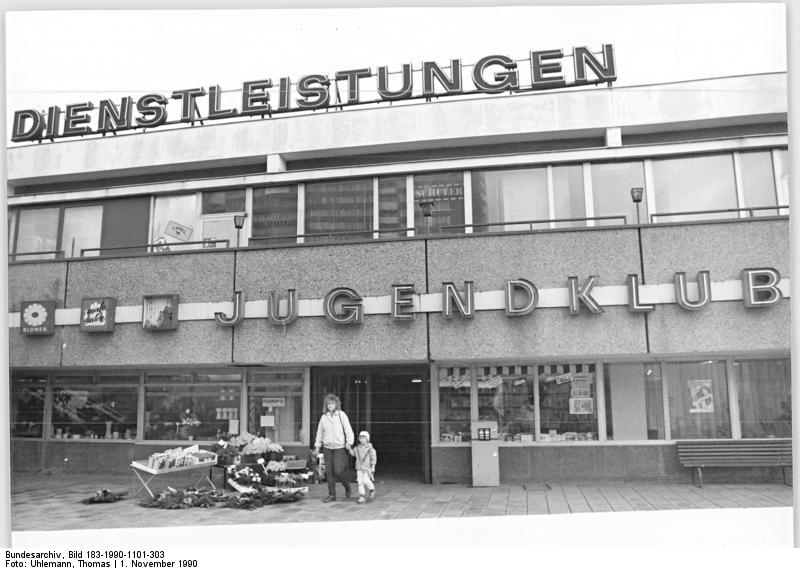
Außenansicht eines Dienstleistungswürfels in Berlin-Marzahn im November 1990.

Die Dienstleistungswürfel waren in der DDR Gebäude, in denen in konzentrierter Form von staatlicher Seite verschiedene hauswirtschaftliche Dienstleistungen angeboten wurden.
Der Name stammt von der quaderförmigen Bauform. In den Gebäuden befanden sich neben u. a. Klubs, Friseuren, Poststellen und Kaufhallen vor allem Komplexannahmestelle für diverse Leistungen (Schuster, chemische Reinigung, Reparatur elektrischer Haushaltsgeräte, Fotoentwicklung etc.)
Daneben gab es regionale Schwerpunkte. So hatte das DLK Frankfurt/Oder beispielsweise eine Puppenklinik.
Die meisten Reparaturen konnten vor Ort ausgeführt werden. War dies nicht möglich, erfolgte die Reparatur in einem Kooperationsbetrieb. Durch Ersatzteilmangel kam es insbesondere in den 1980er Jahren teilweise zu sehr lange Wartezeiten für die Reparaturen.
Betrieben wurden die Dienstleistungswürfel von den Dienstleistungskombinaten (DLK). Diese gab es in der DDR bereits seit den 1950er Jahren, ausgebaut wurden sie in den 1970er Jahren im Zusammenhang mit der Sozialisierung des Handwerks und der Kleinbetriebe. Sie waren zumeist kreisgeleitet, einige auch bezirksgeleitet und hatten die Rechtsform eines VEB.
Nach der Wende und friedlichen Revolution 1990 wurden die Dienstleistungskombinate von der Treuhandanstalt übernommen. Danach erfolgte die Nutzung der Gewerbeflächen durch (vor allem westliche) Handelsunternehmen und Dienstleister.